# Aieta
Aieta (scritta anche nella forma Ajeta; Ajìta nel dialetto locale) è un comune italiano di 730 abitanti della provincia di Cosenza in Calabria.
Il territorio comunale è parte integrante del Parco nazionale del Pollino e culmina nel Monte Ciagola, a 1463 metri di altitudine; benché non lontano dal Mar Tirreno, Aieta ha tradizioni culturali ed enogastronomiche più tipicamente montanare. Il centro storico, posto a 524 m .s.l.m., è dominato dal palazzo baronale (raro esempio di architettura rinascimentale in Calabria) ed ospita chiese e palazzi di rilevante interesse storico, tanto da far parte dell'associazione dei Borghi più belli d'Italia.

## Origini del nome
Nei documenti storici compare con il nome Asty Aetou, ossia "città dell'aquila" derivando dal greco αετός, aetòs ('aquila'), risalente ai domini bizantini. L'origine del nome probabilmente si riferisce alla posizione dominante del paese o alla presenza nella regione di numerose aquile; l'aquila è anche raffigurata nello stemma del paese.

## Storia
La fertile conca compresa fra i monti Calimaro, Curatolo, Rosello, Gada, La Destra, Ciagola, Le Fabbriche, Schiena, percorsa dal fiumicello è stata abitata e coltivata fin dai tempi protostorici. Fu sede di ville di produzione agricola ai tempi degli Enotri (VI-V secolo a.C.) e dei Lucani (V-IV secolo a.C.), che costruirono la prima fortificazione di avvistamento sul monte Calimaro, a difesa del territorio contro i Greci di Thurii provenienti dalla valle del Mercure-Lao attraverso i Piani del Carro di Tortora.
Successivamente nella conca prosperarono unità produttive agricole romane. I Bizantini, succeduti ai Romani, ne fecero il capoluogo di una tourma, riprendendo e rafforzando la fortificazione del monte Calimaro per difendersi dalle incursioni dei Goti e dei Longobardi provenienti da Laino attraverso i Piani del Carro, e diedero all'insediamento il suo nome attuale: Aieta (come un'aquila appollaiata sulla cima del monte).
Nel periodo bizantino il sito ospitò numerose laure di monaci greco-bizantini provenienti dall'oriente per sfuggire alle invasioni della Palestina e dell'Egitto da parte dei Sasanidi di Cosroe prima e degli islamici poi. Ne sono testimonianza i toponimi di santi di varie località aietane.
Dalla conquista normanna in poi la postazione del Monte Calimaro si rese inutile e fu abbandonata non essendoci più nemici da cui guardarsi. Fu così ampliato e popolato il villaggio sorto sulla cresta che si affaccia a NO sulla valle di Tortora e a SE sulla conca interna. Da allora il piccolo centro ha vissuto le vicissitudini comuni agli altri centri tirrenici accorpati ai possedimenti napoletani degli Svevi, degli Angioini, degli Aragonesi, delle dominazioni straniere, del regno dei Borbone di Napoli da Carlo III in poi fino all'annessione al regno d'Italia, con la sola interruzione della dominazione francese durante la triste parentesi napoleonica nel primo decennio del XIX secolo.
In seguito alla creazione del comune di Praia a Mare nel 1928, il territorio di Aieta è stato ridotto, privato della fascia costiera.

### Simboli
Lo stemma e il gonfalone del comune di Aieta sono stati concessi con decreto del presidente della Repubblica del 22 gennaio 2016.
Il gonfalone municipale è costituito da un drappo di rosso.

### Macchine Tessili d'Epoca
Le macchine per la lavorazione della lana, traggono la loro origine dalla rivoluzione industriale che si ebbe in Inghilterra nel Settecento.
Le stesse, dopo vari passaggi, anche dalla vicina Francia, giunsero in Italia e furono acquistate, nel 1925, in Morano, da Giacomo Cosentino, nato a Lagonegro nel 1888 e deceduto ad Ajeta nel 1967.
Alcune di esse, avevano un funzionamento manuale, mentre altre funzionavano mediante delle pulegge, che a loro volta venivano fatte girare con dei motori, prima a vapore e successivamente elettrici.
Il loro utilizzo, come già detto, era  espressamente per la lavorazione della lana, che dallo stato di grezzo veniva portato, a lavorazione ultimata, in stoffa o filo. Da ciò se ne ricavavano maglie intime, maglioni, calze, pantaloni, ecc..
La lavorazione è stata a pieno ritmo sino al 1970 circa, quando a causa delle innovazioni tecnologiche, dette macchine non erano più adeguate a sopportare la concorrenza e le nuove esigenze del mercato.

## Monumenti e luoghi d'interesse
Tratto dal sito ufficiale del Comune di Aieta
- Cappella dell'Addolorata
- Cappella di San Biagio (XI secolo)
- Cappella di San Giuseppe
- Cappella di San Vito Martire (XVII secolo)
- Cappella di Santa Lucia
- Cappella di Santa Maria della Purità
- Chiesa del Monastero dei Frati Minori Osservanti di San Francesco d'Assisi (XVI secolo)
- Chiesa di Santa Maria Assunta (XVI secolo)
- Chiesa di Santa Maria della Visitazione (XVI secolo)
- Palazzo Rinascimentale Martirano-Spinelli
- Sito Archeologico di Aieta Vetere
- Valle dei Mulini

## Società

### Evoluzione demografica
Abitanti censiti

## Amministrazione

### Sindaci di Aieta
- 1993-2001 Giovanni Battista Di Lascio
- 2001-2011 Gennaro Marsiglia
- 2011-2016 Giovanni Ceglie
- 2016-2021 Gennaro Marsiglia
- 2021 in carica Pasquale De Franco